# 汎歯目

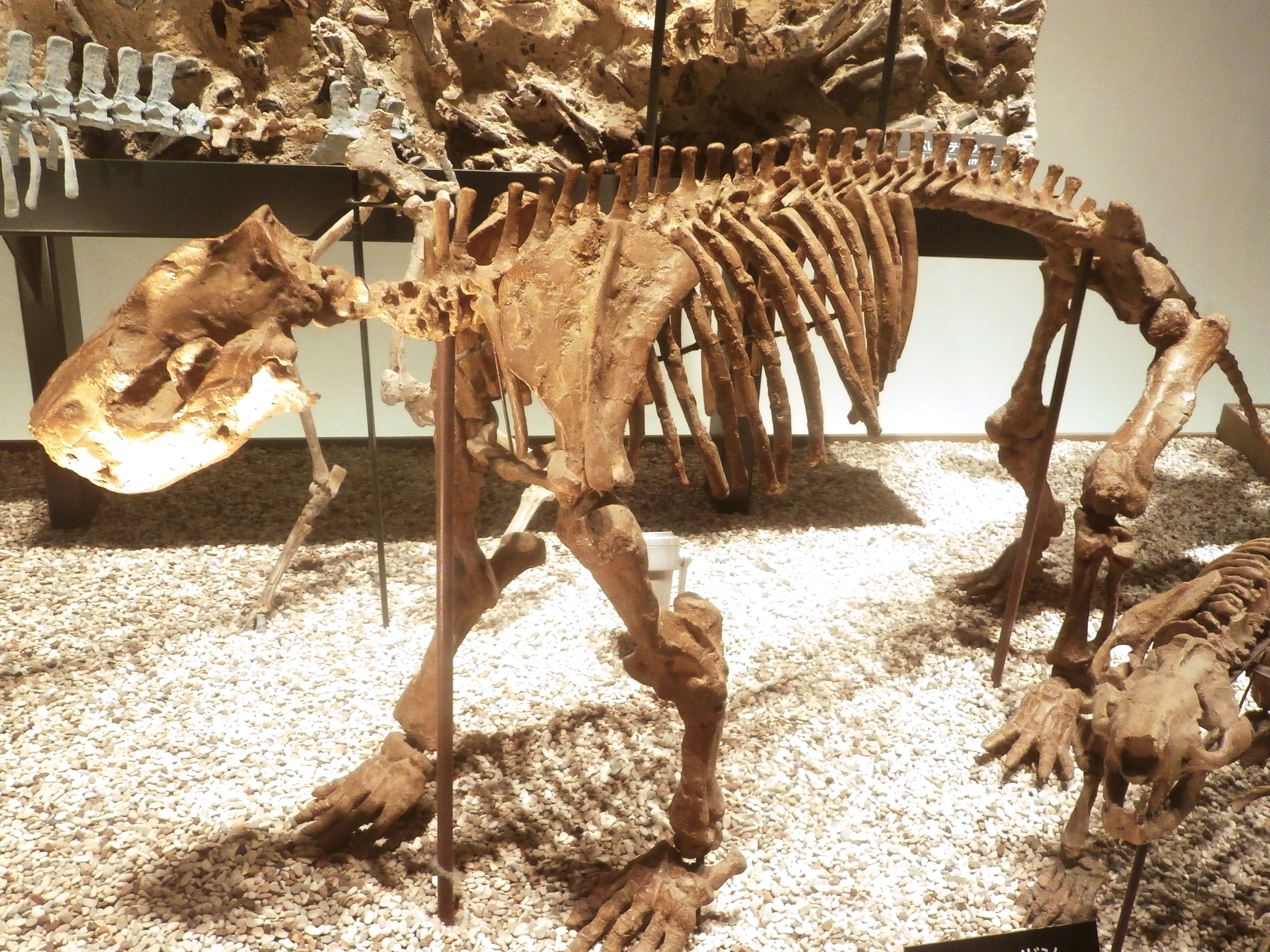
ベマラムブダ（Bemalambda pachyoesteus）の骨格標本。国立科学博物館の展示。

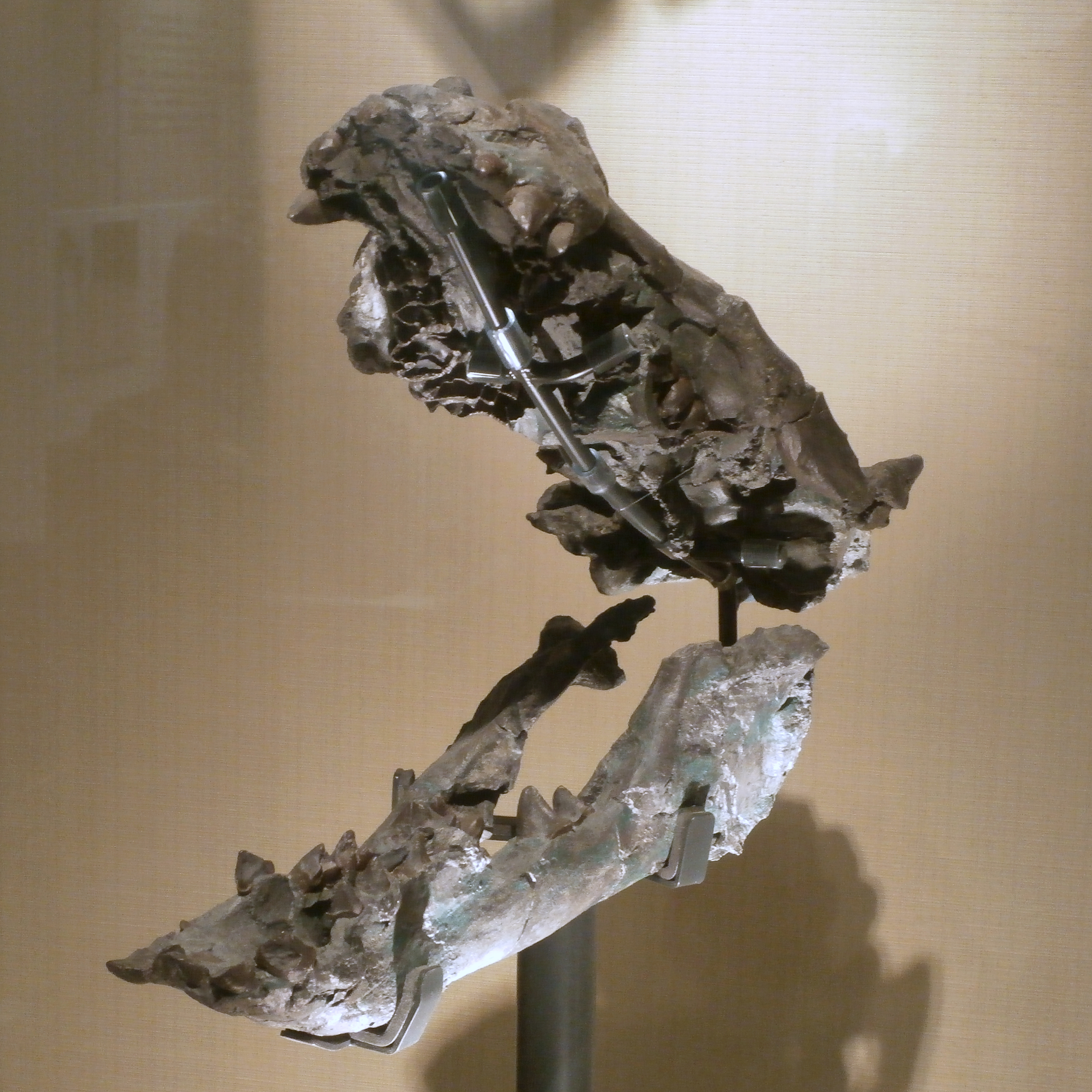
コリフォドン科の一種の化石。熊本県天草市御所浦産出。国立科学博物館の展示。

汎歯目（はんしもく、Pantodonta）は絶滅した哺乳類の目の一つ。全歯目（ぜんしもく）という訳語もある。化石が見つかっている限りでは、新生代初期の、史上最初の大型草食性哺乳動物であった。

## 特徴
汎歯目は、極めて形態の変化に富んだグループである。軽い作りの身体を持ち樹上性であったと思われるアルケオラムブダ（Archaeolambda）から、太く長い尾を備え地上性ナマケモノに似たバリラムブダ（Barylambda）、そしてサイまたはカバ似の体型のコリフォドン（Coryphodon）やティタノイデス（Titanoides）まで、枚挙に暇がない。ある種の鼻はおそらく短かった。四肢は一般に短く頑丈で、5本全ての趾が保持されていた。足先は小さい蹄になっていた（ティタノイデスでは、小さい鉤爪となっていた）。汎歯目の歯式は完全で、歯間に隙間は無かった。特徴的なのは大臼歯で、W字型の鋭い縁を有していた。発掘された化石の歯は少ししか磨耗しておらず、彼らが軟らかい植物を食べていたことが推察されている。

## 進化と系統
最古の汎歯目は暁新世初期の中国に生息していた。ベマラムブダ（Bemalambda）は長さ20cmの頭部を持ち、大型犬ほどの大きさに達した。北アメリカ大陸においては、このグループは暁新世中期に現れ始新世中期まで生き続けた。ティタノイデスなどはサイほどの大きさにまで到達した。一方で、10kg未満という小型のものも存在した。歯の発掘により、汎歯目は暁新世の南アメリカ大陸と始新世の南極大陸にも生息していたことが分かっている。日本では、熊本県などからコリフォドンの仲間と見られる頭骨や下顎骨などが発見されている。
かつて（1970年代まで）は初期の顆節目から派生した一群であり恐角目と近縁であるとされていたが、その後は分岐分類学的な研究が進むにつれ紐歯目などとの近縁性が指摘されるようになっている。マッケナおよびベルの分類体系では紐歯目、裂歯目、幻獣目を始めとする数個の目と共に（それら自体は亜目に格下げされて）、上位分類群キモレステス目を成す。

## 下位分類（科）
十の科に分けられる。ベマラムブダ科Bemalambdidaeが最も原始的である。その他の九科はエウパントドンティアEupantodontiaとしてまとめられている。ただしベマラムブダ上科、コリフォドン上科、パントラムダ上科の三つの上科に分ける資料もある。

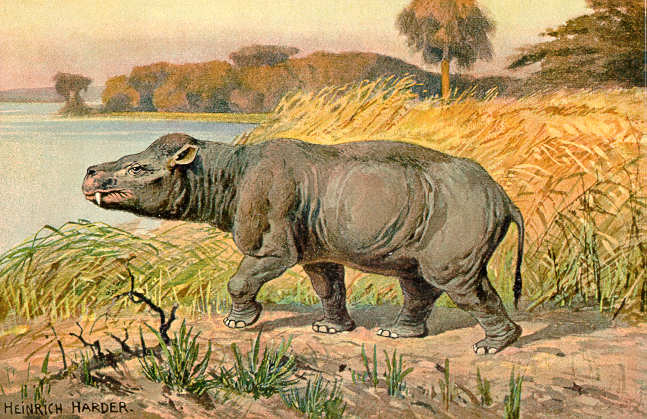
コリフォドン

- ベマラムブダ上科　Bemalambdoidea
  - ベマラムブダ科　Bemalambdidae
- Eupantodontia
  - アルケオラムブダ科　Archaeolambdidae
  - バリラムブダ科　Barylambdidae
  - コリフォドン科　Coryphodontidae
  - シリアコテリウム科　Cyriacotheriidae
  - ハルピオドゥス科　Harpyodidae
  - パントラムブダ科　Pantolambdidae
  - パントラムブドドン科　Pantolambdodontidae
  - パストラロドン科　Pastoralodontidae
  - ティタノイデス科　Titanoideidae